# علم أحياء السحليات

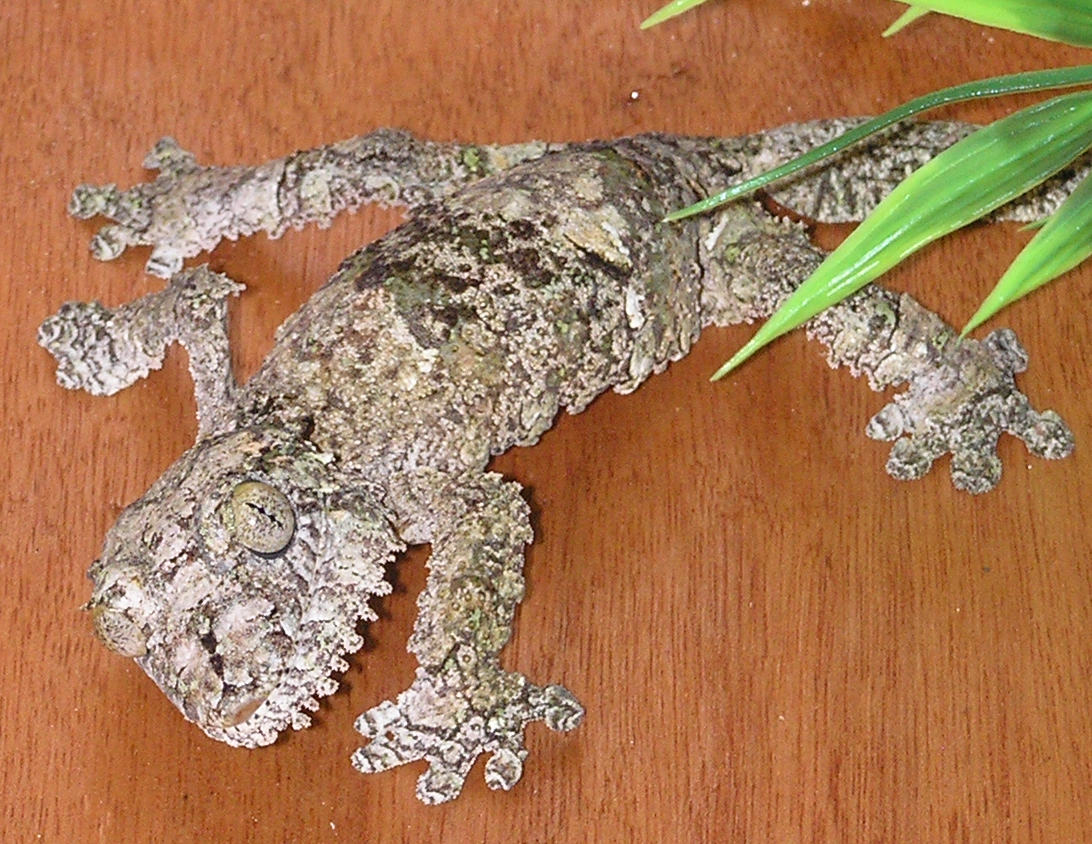
Uroplatus ، مدغشقر أبو بريص.

الأبراص(عِلمُ أحٰياءُ السِحلِيِاتُ) هي زواحف، وبالشكل الأكثر تحديدًا سكواماتا. هم جزء من مجموعة الحيوانات المعروفة باسم " السحالي في لغة مشتركة.
بصفتها تنتمي إلى عائلة من الزواحف، فهي قابلة للتكيف مع العديد من الأوساط، ونصادف هذه الحيوانات في العديد من البلدان، مثل تلك الموجودة في المناطق الاستوائية والمعتدلة، وكذلك في الصحاري والأدغال والغابات الرطبة والمناطق الجبلية...
بعض الأنواع سهلة التطور وذات ألوان زاهية للغاية، تم التعرف على بعض هذه الحيوانات في مزارع تيراريوفيل، وهو ما يفسر سبب كونها معروفة نسبيًا للجمهور بسب شكلها.

## نظرة عامة
الأبراص، مثلها مثل جميع الزواحف، شديدة الحرارة، أي أن درجة حرارة أجسامها تختلف باختلاف العوامل الخارجية.هذا لا يعني أن هذه الحيوانات تتحمل أي درجة حرارة. لديهم درجة حرارة جسم مظبوطة، حيث يعمل أجسامهم بشكل أفضل. إذا كانت درجة الحرارة أقل من الحد الأدنى، تتعطل بعض الوظائف البيولوجية، مثل الهضم أو الدفاع المناعي، ويتسبب الموت تحت درجة الحرارة الحرجة. بشكل متماثل، في درجات الحرارة القصوى، ينتقل الجسم إلى اقصى درجات السرعة في الوظائف الحيوية وينتهي بالموت
.
وبالتالي سوف يقوم الجسم بالتاقلم مع درجات الحرارة المنخفضة والقصوى من خلال اتباع آلية مناسبة، من خلال تعريض أنفسهم للشمس أو الابتعاد عنها. تختلف درجات الحرارة التفضيلية، الدنيا والقصوى، اختلافًا هائلاً وفقًا للأنواع. تتمكن الابراص العيش في الصحراء تحمل درجات حرارة أزيد من 35 °C ، بينما تلك المتواجدة في المناطق المعتدلة تجد صعوبة في تحمل درجات حرارة أعلى من 30 °C . وبالمثل، يمكن أن تختلف درجات الحرارة الدنيا المدعومة من 20 °C للأعلى إلى بضع درجات فوق الصفر للأدنى. في المناطق المعرضة لفصل الشتاء، قد يكون للأبراص فترة خمول، حيث ينخفض نشاطها بشكل كبير، وفي بعض الأحيان تدخل السبات في المناخ البارد.

## البنية الخارجية

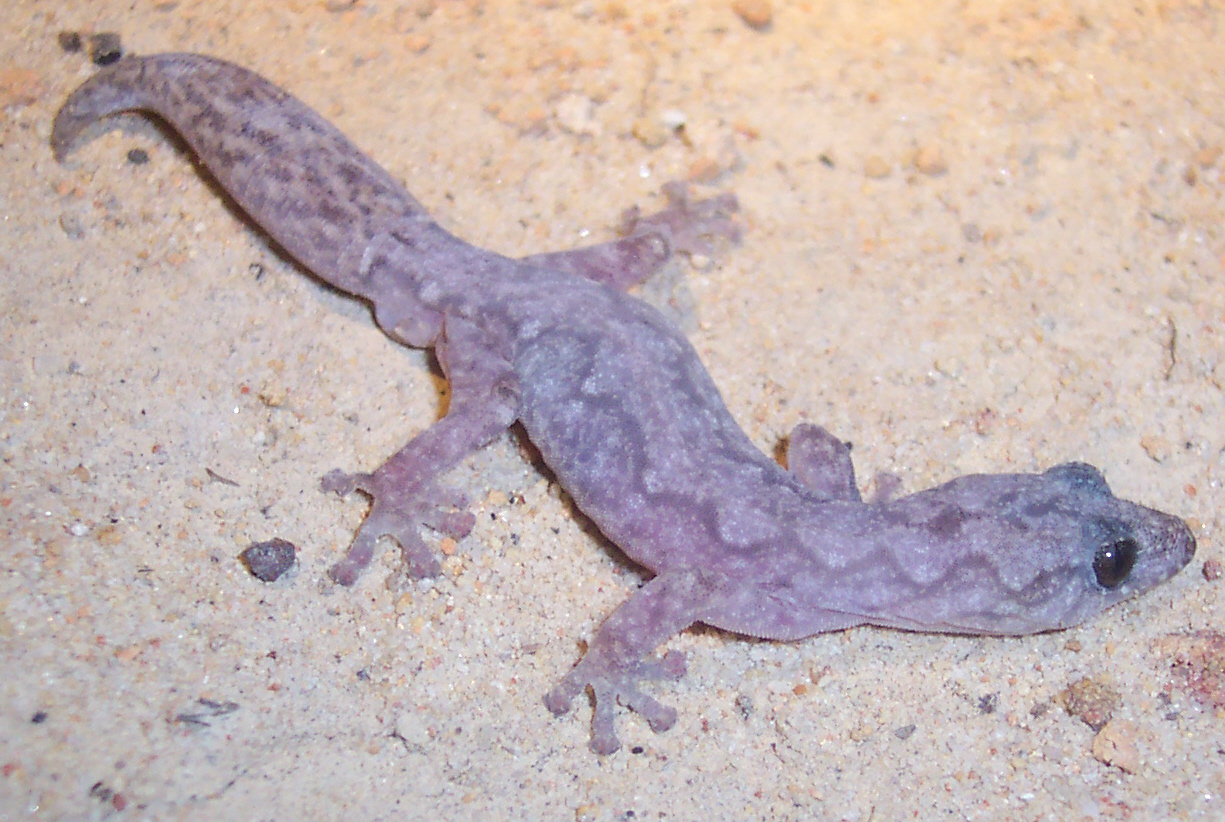
نظرة عامة للأبراص " Oedura lesueurii).

، جميع السحالي، رباعي الأرجل.ممدودة الجسم، مع رأس كبير إلى حد ما مقارنة بجسم الإنسان. مايسمى بالعنق شبه غائب.بما في ذلك اختلاف الكبير في شكل الذيل. : طويل، أكثر، أو أقل، ناعم أو سميك، مفلطح، بمقاييس دقيقة أو ظاهرة. الفتح الذاتي للآبراص للذيل الطوعي من أجل الهروب من المفترس. ثم للذيل مرة أخرى، ولكن بشكل عام مع مظهر وخصائص مضطربة، وتقل هذه القدرة مع العمر وعدد مرات إعادة النمو. بالإضافة إلى ذلك، في بعض الأنواع، يعمل الذيل كمخزن للدهون (جنس Eublepharis على سبيل المثال) والتي يمكن أن تكون قاتلة في أوقات الندرة.عادة ما يكون الجانب السفلي من الجسم شاحبًا، مع وجود قشور تعبر البطن بالكامل بشكل جانبي، مثال: الثعبانوجود الأرجل في الجانب السفلي من الجسم. يرتفع الجزء العلوي على طول الجسم، ثم ينزل وينتهي بخمسة أصابع. التنوع الأكبر اعتمادا على الوسط المعيشي. : واسع جدًا (شجري بشكل عام)، نحيف جدًا، ممدود، أحيانًا مكفف (يمشي على الرمال). عادة ما يكون للأصابع مخالب قابلة للسحب.

## الجلد

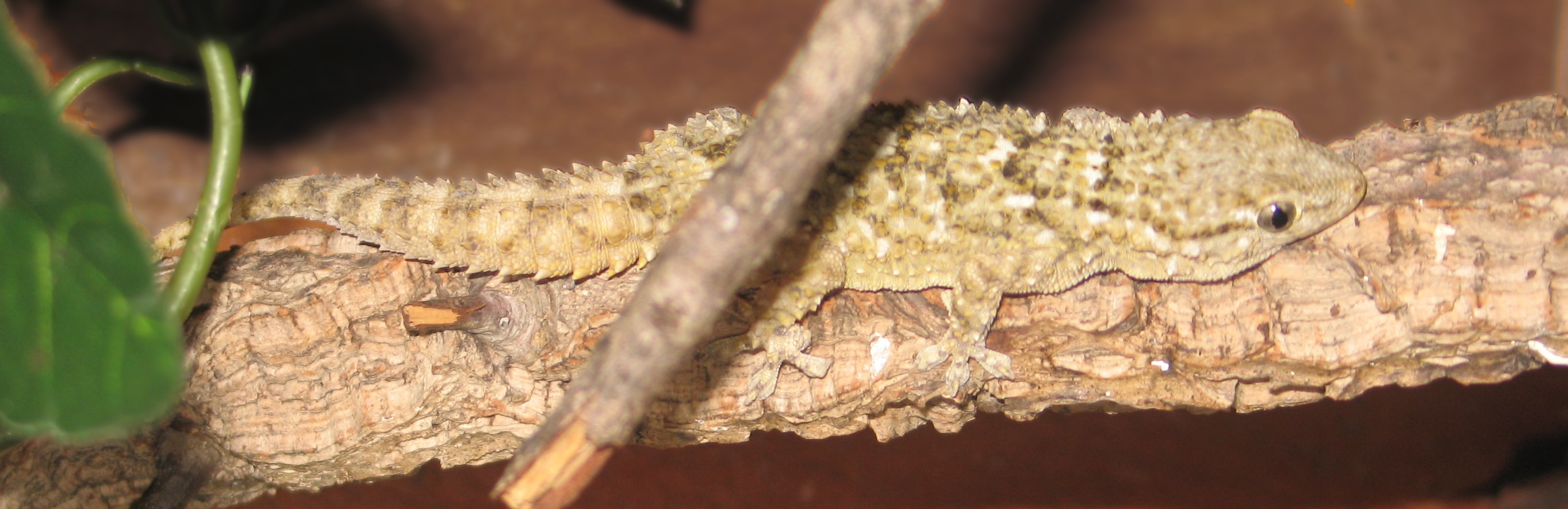
تشكل القشور وخزًا ، خاصة على الذيل والرقبة (الأنواع Tarentola mauritanica).

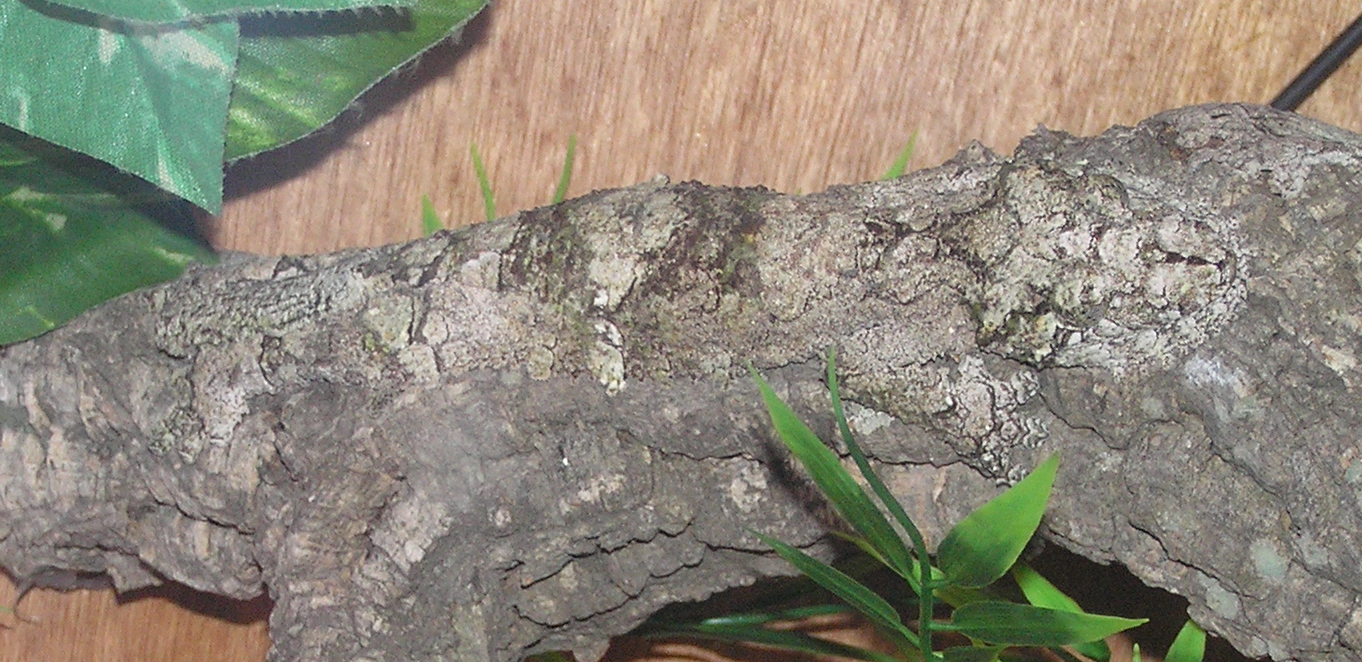
تشكل اللحاء Uroplatus sikorae.

بالنسبة للأبراص نفس الحالى مع باقي السحالي، جلد الأبراص مغطى. مقاييس دقيقة، مسطحة، وغير مرئية بمظهر حريري، كبيرة أو سميكة. حتى أنها تشكل نتوءات أو وخزات صغيرة. ومع ذلك، فإنها لا تصل إلى مجموعة متنوعة من الأشكال الموجودة في السحالي الأخرى مثل بعض الحرباء أو أغاماس أو غيرها من الإغوانا.
يآخذ جلد الأبراص عدة ألوان، وبعض الأنواع لها بريق شديد ومتناقض للغاية كما في Phelsuma . وهكذا نواجه الأبيض والكريمي وجميع درجات البني، الأخضر، الأزرق، الأصفر، الأسود والبرتقالي. تتنوع الأنماط التي تشكلها هذه الألوان أيضًا. وبالتالي نواجه خطوطًا، نقاطًا، بقعًا، خطوطًا وتدرجات.بعض الأنواع قادرة على التمويه، وتكييف ألوان وأنماط محيطها. الأكثر إثارة في هذا المجال هي بلا شك Uroplatus التي تحاكي ألوانها، أنماطها، شكلها الأوراق (Uroplatus phantasticus)، الأشنة (Uroplatus sikorae)، واللحاء...
تحول الألوان إلى اللون الغامق راجع إلى متطلبات الحرارة (آلية لامتصاص حرارة أكثر أو أقل).

### تغير الجلد

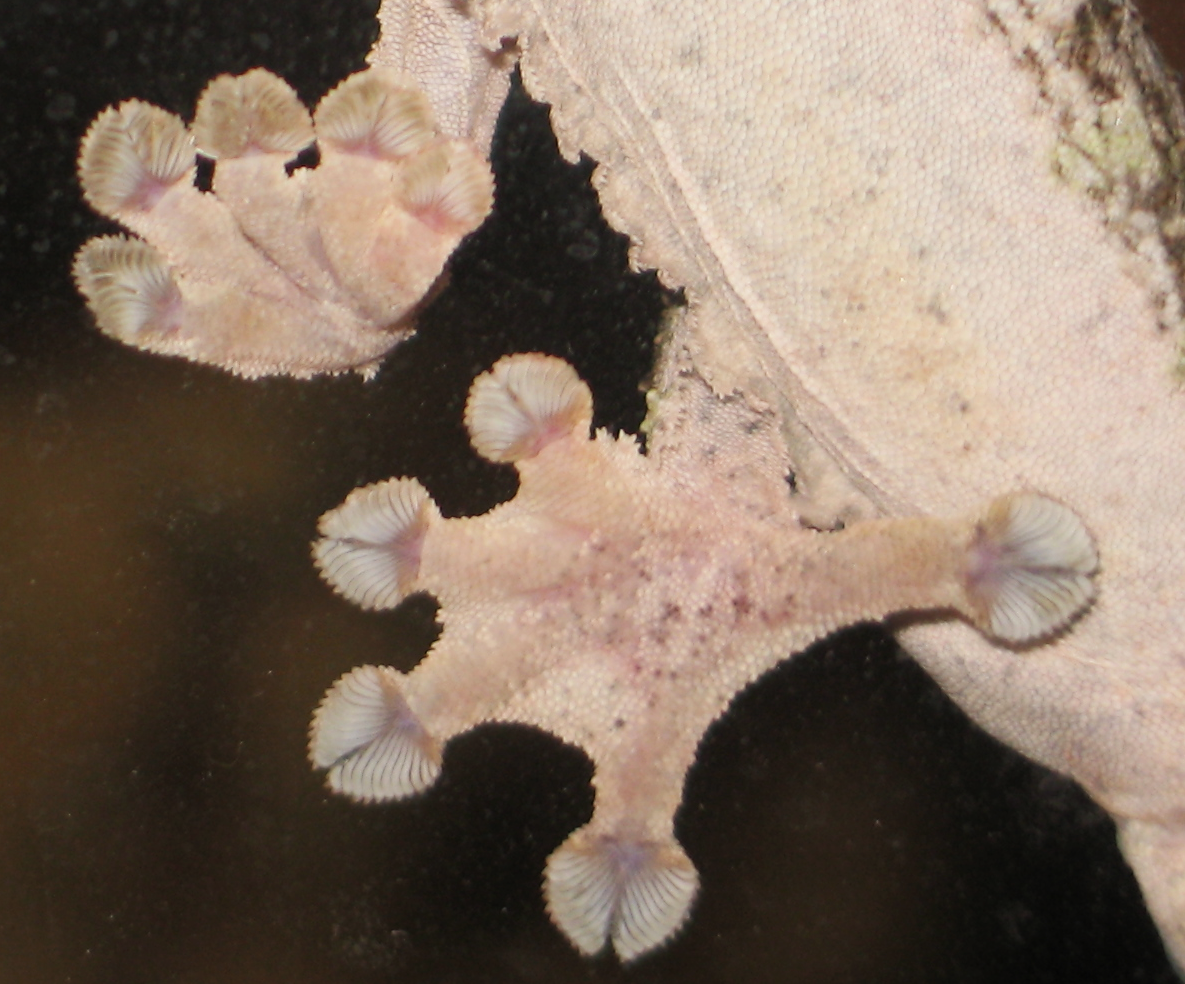
.مجموعة من Uroplatus تتسلق نافذة

الانسلاخ هو ظاهرة تجدد لجلد الحيوان لا ينمو في نفس الوقت كما ينمو. ينمو الأبراص طوال حياتهم، يتباطئ مع البالغين. على فترات منتظمة، يصبح شكل الجلد صغيرًا جدًا والتقشر من الجسم. إختلاف مدة الانسلاخ باختلاف العمر، النوع، الحالة الصحية والظروف الخارجية. يمكن أن يستغرق ➖➖ الريش الكامل من يوم، يومين إلى أكثر من أسبوع. ينفصل الجلد في أجزاء كبيرة، بدأ من الرأس والجسم أولاً، ثم على الذيل والساقين. ينخفض درع العين الشفاف أيضًا، مما قد يؤدي إلى انعدام الرؤية أثناء الانسلاخ. بعض الأنواع تتغذى من الجلد أثناء الانسلاخ. في فرضية تفسر سبب هذا السلوك أنه بغرض استعادة العناصر الغذائية الموجودة في الجلد، أو تقنية لتسريع الانسلاخ.
ظهور عدة مشاكل أثناء الإنسلاخ. بالنسبة للأنواع التي تعيش في بيئة الرطبة، فإن الرطوبة المنخفضة جدًا تتسب في إنفصال الجلد، مما يتسبب في إطالة المدة الإجمالية للانسلاخ. وتحدث هذا الاستطالة أيضًا عندما يكون الحيوان في حالة صحية سيئة أو في إنعدام الحرارة، بسبب تباطؤ تجدد الجلد الجديد.مشاكل الانسلاخ ليست خطيرة في حد ذاتها بشكل عام ولكنها تعرقل حياة الحيوان، عن طريق إعاقة بصره أو تحركاته، وبالنسبة للأنواع الشجرية عن طريق الحد من فعالية السيتو وبالتالي الحد من قدرتها على `` التصعيد ''.

### الشعيرات
أغلب الانواع الكبرى من أنواع الوزغة شجرية. يتم وضعها تحت اصابعهم لقد مما يسمح لهم بتسلق أي سطح (بما في ذلك النوافذ أو المشي بالمقلوب). هذه شعيرات مجهرية تمنحها التصاقًا قويًا جدًا بفضل فاندر وال التي تمارس بين نهاية هذه الشعيرات والأشياء على المستوى الجزيئي.
تتجمع المجموعات في شكل صفائح لاصقة، هياكل رقائقية وشبه رقمية.

## الأعضاء الحسية والجهاز العصبي

### الرؤية

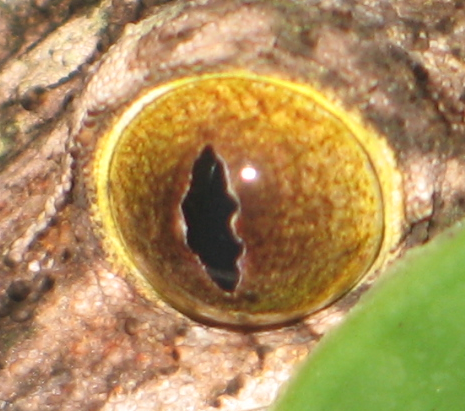
عين أبو بريص ليلي.

تمتلك الأبراص بصر جيد ويمكنها إدراك الألوان. تأخذ العيون الخاصة بالأبراص شكلين حسب النوع:
- بؤبؤ مستدير، مناسب للرؤية في النهار؛
- بؤبؤ منقسم عموديًا، كما هو الحال في القطط على سبيل المثال، للأنواع التي تستخدم الرؤية في الليل .

العين شبه خالية من اللون الأبيض، وتغير لون القزحية حسب النوع: رمادي، بني، برتقالي، ذهبي، وردي. غالبًا ما إحتواء القزحية على أنماط على شكل خطوط داكنة أو خطوط دقيقة.
مثل الثعابين، فإن الوزغات الحقيقية تفتقر إلى الجفون وإمتلاكها مقياس شفاف يحمي العين. ليس هذا هو الوضع مع الحيوانات من عائلة يوبلفيريد التي، على عكس الفصائل الفرعية الأخرى، إمتلاكها الجفون.

### السمع
تمتلك الأبراص سمع ممتاز. القدرة على إلتقاط الترددات الصوتية على مدى واسع جدًا (يتم تحديدها).

### الروائح
مثلها مثل السحالي الأخرى، تمكن لأبراص شم الروائح بقدرة عضو معين: عضو جاكوبسون.يتم تجميع جزيئات الرائحة على ألسنتهم (ثم يعطون انطباعًا بـ " يلعق» الهواء) ووضعهم على اتصال مع هذا العضو الذي يلعب دور حاسة الشم في الثدييات.
و عكس معظم السحالي، فإن بنية لسان الأبراص ليس مشقوقًا (اللسان متشعب الثعابين والسحالي) لكنه ذو حجم كبير، بشكل عام أكثر أو أقل لونًا ورديًا داكنًا.

### اللمس
حاسة اللمس غير متطورة نسبيًا في الأبراص. تمتلك حساسية جيدة في الفم واللسان، ولكن بقية الجسم ليست حساسة للغاية وأحيانًا لا يعرفون كيفية التعرف على المحفزات غير العادية. مثل حالة الحرارة التي نادرًا ما تأتي من الأرض في الطبيعة. وهكذا، فإن بعض الوزغات قد تحرق نفسها على الجانب البطني عن طريق الهبوط على جسم ساخن، دون أن يكون لديها رد فعل للتحرك.أو الإحساس بة حرارة الوسط الملموس

## الهيئات الأخرى

### الجهاز التناسلي

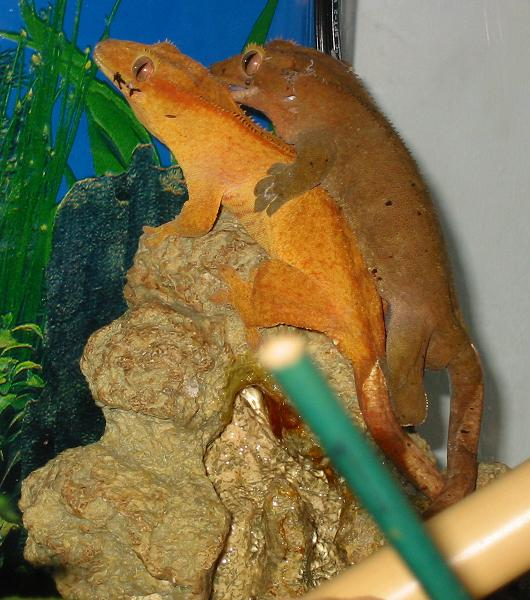
الجماع من .غاديكتاليس سيلياليس

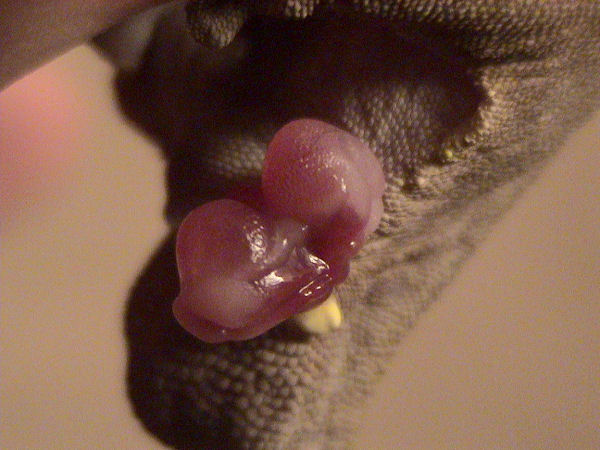
هيميسينات من غاديكتاليس سيلياليس

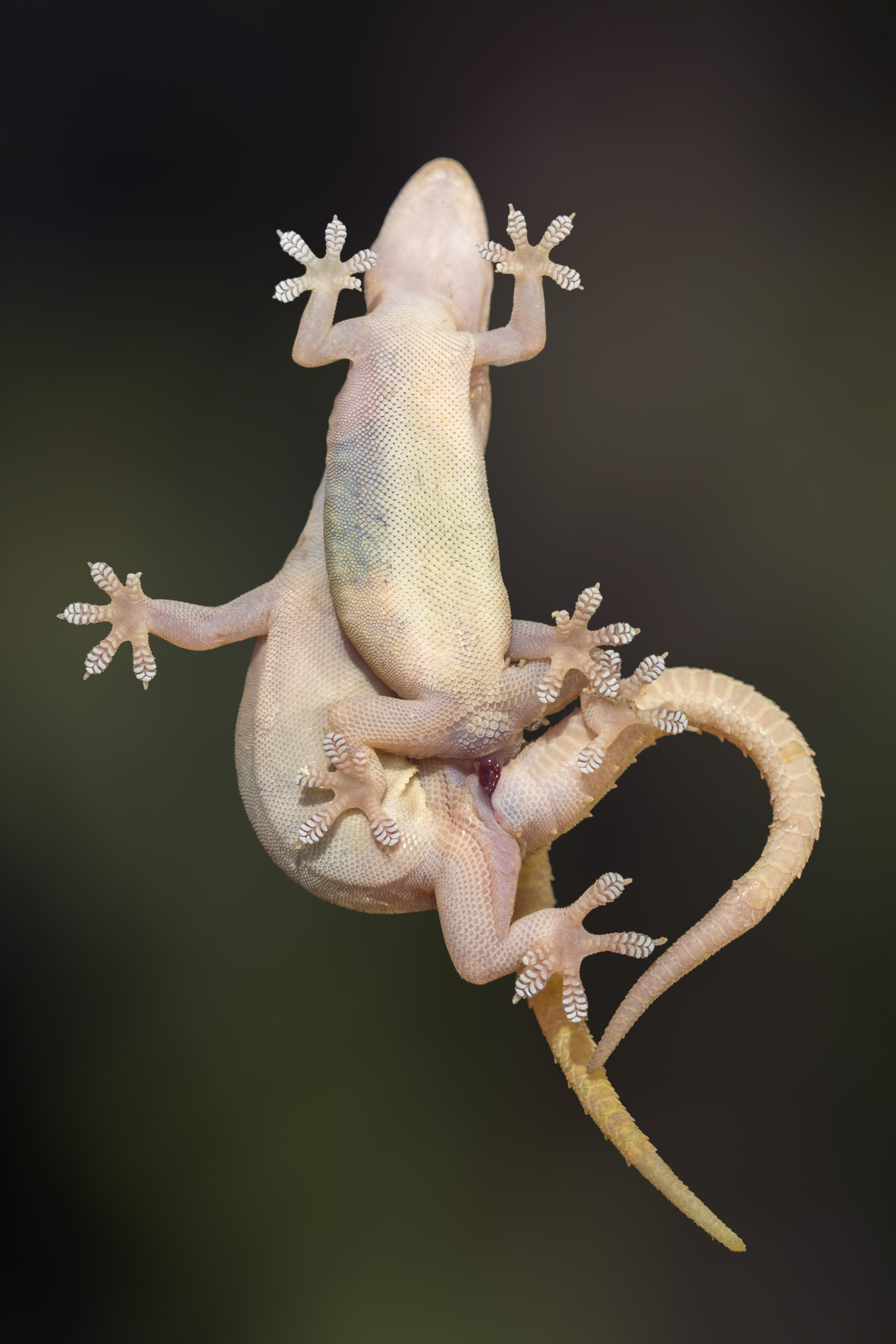
تزاوج Hemidactylus frenatus (أبو بريص آسيوي) ، منظر بطني مع إدخال نصفي نصفي في الشق المذرق.

الغالبية العظمى من الأبراص تضع البيض وبالتالي فهي تطرح البيضة إلى الخارج . ومع ذلك، فإن بعض الأنواع تكون من البيوض، أي يتم الاحتفاظ بالبيض داخل الأنثى حتى الفقس.تكون هذه الخاصية عموما تميز ألانواع التي تكون في الأوساط الباردة، حيث يكون للبيض فرصة ضئيلة لاستكمال نموها بمفردها.
تمتلك الذكور الوزغة ميزة ثنائي النصفين (مثل في الثعابين). إنه قضيب مزدوج، يتوضع كل منهما في تجويف عند قاعدة الذيل، بالقرب من المجرور. يتم استخدام واحد فقط من هذه الهيميبينيس أثناء عملية الإنجاب، من أجل إيداع الحيوانات المنوية في مجرور الأنثى. يستمر الفعل نفسه مع بعض عشرات من الثواني  إلى عدة العشرات من دقائق. اعتمادًا على النوع، سوف تتزاوج الأنثى عدة مرات خلال الموسم أو تبقي الحيوانات المنوية حية فيها. وبالتالي يمكنها تخصيب البويضات دون اتصال آخر بالذكور.
بعد الجماع، يستمر نمو البويضات لمدة ثلاثة حتى خمسة أسابيع في جسم الأنثى. عندها تكون الحاجة إلى الكالسيوم كبيرة جدًا وبعض الأنواع تمتلك" فجوات تحتوي على إحتياطيات متراكمة تحسبا للحمل. مع إقتراب وضع البيض، غالبًا ما تصبح الإناث مضطربة وتبحث عن مكان آمن لوضع البيض. قد يتوقفون أيضًا عن التغذية، بسبب ضغط على الجهاز الهضمي. تضع معظم الإناث بيضتين في وقت واحد. هذه، إعتمادًا على الأنواع، ترسب على النباتات، مدفونة في الأرض، مخبأة في الشقوق ... وبعض الأنواع تلصق بيضها على دعامة. إختلاف الخصوبة بشكل كبير من نوع لآخر. وتضع أقل غزارة من أربع حتى ست بيضات في الموسم الواحد، وهو رقم يمكن أن يتجاوز عشر بيضات للأكثر إنتاجية، على حسب النوع

#### ميزات البيض
البيض ذو شكل مستدير بيضاوي قليلاً. يتراوح حجمها بين واحد سنتيمتر واإنين من القطر حسب كل نوع.إحتواء البيض على قشرة صلبة وسميكة نسبيًا ، والبعض الآخر يكون رقيقًا ذو قشرة شبه ناعمة. الأول يكون عمومًا في الأنواع التي تعيش في بيئة جافة أو باردة ، وتعزل القشرة الجنين للحماية .
مع تطورها ، يحدث تشكل جيب هوائي في الجزء العلوي من البيضة. يرتبط الجنين به ويستخدمه للحصول على الأكسجين. بعد نمو معين ، يمكن أن يؤدي قلب البيضة إلى كسر هذا ما
أو فك الجنين ، مما يؤدي إلى موته.
إعتمادًا على الظروف والأنواع، تستمر فترة إحتضان البيض في فترة ممتدة مابين ثلاثة أسابيع وشهرين تقريبًا. في بعض الأبراص ، تقوم درجة الحرارة بتحديد جنس الصغار (في كثير من فلسوما على سبيل المثال). عند درجة حرارة متوسطة (متغيرة حسب النوع) نسبة الذكور والإناث متوازنة. بسبب درجة الحرارة هذه ، تميل هذه النسبة لصالح أحد الجنسين. يبدو أنه في بعض الأنواع - لا تزال فلسوما - هناك معايير أخرى تؤثر أيضًا على جنس الجنين .

## الإزدواج الجنسي
إزدواج الشكل الجنسي هو الاختلاف في المظهر الحجم والسلوك بين الجنسين الذكور والإناث.
الإختلافات بشكل كبير بين الأنواع. الأكثر شيوعًا هي :
- الحجم: في معظم الأحيان يكون الذكر أكبر قليلاً من الأنثى ، وعادةً ما يكون أكبر قليلاً أيضًا. ومع ذلك ، هناك إستثناءات ، والإناث هي الأكبر (وبالتالي يمكن أن يصل طول الأنثى Aeluroscalabotes felinus إلى 16 cm بينما نادراً ما يتجاوز الذكر 12 cm)؛
- إ
- انتفاخات نصفي: في الذكور ، هي تورمات جانبية في قاعدة الذيل والتي تتوافق مع مكان إقامة الهيميبينيس . ومع ذلك ، تكون هذه الانتفاخات غير مرئية في بعض الأنواع. ؛
- المسام قبل الشرج والفخذ : هذه هي المسام التي تظهر بالقرب من مجرور أو على طول الفخذين ، والتي من خلالها ينتج الذكور مادة تستخدم عمومًا لتحديد المنطقة. عادة ما تكون هذه المسام غائبة أو أصغر بكثير عند الإناث ؛
- الألوان. بالنسبة لمعظم الأنواع ، تكون الإناث باهتة. لديهم ألوان أقل سطوعًا ، وأحيانًا يكون لونها مختلفًا تمامًا (عدة أنواع من Phelsuma على سبيل المثال).

إعتمادًا على الأنواع ، سيكون واحدًا أو أكثر من هذهالاختلافات مرئيًا بدرجات متفاوتة. تظهر هذه الإختلافات عند النضج الجنسي فقط. لا يمكن تمييز الشباب بشكل عام.

## الملحق

### الفهرس
- Terrariophile Atlas Vol.3 : السحالي . طبعات الحيوان ، 2003.(ردمك 2-9517895-2-1)
- فيليب جيرارد ، تكاثر أبو بريص اليوم و Uroplatus . طبعات فيليب جيرار ، 1998.(ردمك 978-2-912521-12-5، وردمك 2-912521-12-2)

### مقالات ذات صلة
- المقال العام عن أبو بريص؛
- عائلة geckonidae (التصنيف البيولوجي)؛
- السحالي والقشريات والزواحف؛
- الحيوانات الأليفة الجديدة (NAC)، terrarium .